# Latrunculia bocagei
Latrunculia bocagei är en svampdjursart som beskrevs av Ridley och Arthur Dendy 1886. Latrunculia bocagei ingår i släktet Latrunculia och familjen Latrunculiidae. Inga underarter finns listade i Catalogue of Life.